# II. Dávid skót király
I. (Bruce) Dávid (Dunfermline, 1324. március 5. – Edinburgh, 1371. február 22.) Skócia királya. Az országot három ízben uralta: 1329-1332, majd 1342-1346, végül 1357-től haláláig.

## Élete
Dávid kiskorúként (öt évesen) kezdte meg uralkodását, apja, I. Róbert halála után. Scone-i apátságban koronázták meg. Gyámja Thomas Randolph, Moray grófja lett. Négy évesen vette feleségül II. Edward és Izabella lányát, az akkor hét éves Johannát. A király gyermekségét III. Eduárd megpróbálta a maga hasznára fordítani azzal, hogy bevonult Skóciába, és megpróbálta védencét, a Balliol családból való Eduárdot trónra segíteni, akit az 1332 szeptemberi dupplin-i skót vereség után megkoronáztak. Ekkor Dávid (1334-ben) Franciaországba menekült, ahol épp a százéves háború dúlt. VI. Fülöp fogadta, és a Galliard-kastélyban szállásolta el.
1341-ben a Skciában a nemesi összefogás elűzte Balliolt, és lehetővé tette Davidnak a visszatérést. Francia segítséggel jutott el Skóciába, Kincardineshire-ben szállt partra, s kezébe vette országa kormányzását.
1346-ban Fülöp kérésére David megtámadta Angliát. Seregében néhány francia katona is volt, akik nyáron érkeztek Skóciába. Feldúlt több várost, s végül Durham felé vette az irányt, mikor egy William Douglas vezette portyázás utáni hajnalon, szembekerültek egy sietve összeszedett angol csapattal, mely a nagyobb sereg előőrse volt. Ekkor David egész seregével megindult Merrington felé, és Durhamtól 9 km-re találkozott szembe az angolokkal. Bár Ralph Neville báró vezette csapatok kevesebben voltak, mint a skótok, de kedvező helyzeti pozíciójuk lehetővé tette, hogy sikerre vigyék támadásaikat, és legyőzzék David seregét. A skót királyt megsebezték, elfogták, majd bebörtönözték. Tizenegy évig volt fogságban. A trónra csak azzal a feltétellel kerülhetett vissza, hogy elfogadta Anglia fennhatóságát, és jelentős váltságdíjat is kellett fizetnie.
1364-ben, felesége 1362-es halála után elvette szeretőjét, Margaret Drummondot, de 1370-ben elvált tőle.
David kormányzása alatt Skócia független, virágzó és stabil királyság volt. David törekedett az angolokkal való békére, és titokban tárgyalásokat folytatott III. Edwarddal.

## Halála
1371 február 22-én halt meg természetes halállal az Edinburghi kastélyban. Halála után a Stuart-házat emelték a skót trónra.